# Guido de Lons
Guido de Lons (en francés Guy o Gui de Lons) fue obispo de Lescar (Pirineos Atlánticos, Francia) en la primera mitad del siglo XII.
En 1115 fue consagrado obispo de Lescar, una de las dos diócesis que componían el territorio del vizcondado de Béarn. Por aquella época era vizconde Gastón IV, ilustre guerrero y ferviente cristiano, apodado el Cruzado por haber tomado parte en la Primera Cruzada. Gastón estaba aliado con el rey de Aragón Alfonso I el Batallador, con el que compartía el afán por arrebatar tierras a los musulmanes en la península ibérica. Guido, también buen guerrero, se convirtió en el brazo derecho del vizconde y le acompañó en casi todas sus expediciones al sur de los Pirineos.
El papa Gelasio II organizó en 1118 un pequeño concilio en Toulouse en el que otorgó el título de cruzada a la expedición planificada por Alfonso I y Gastón IV contra la ciudad musulmana de Zaragoza. Guido de Lons asistió a este concilio y luego acompañó a las tropas bearnesas que participaron en la conquista de la ciudad del Ebro en diciembre de ese mismo año. Luego permaneció en Aragón para tomar parte en la conquista de Tudela (1119), tras lo cual volvió a Bearn.

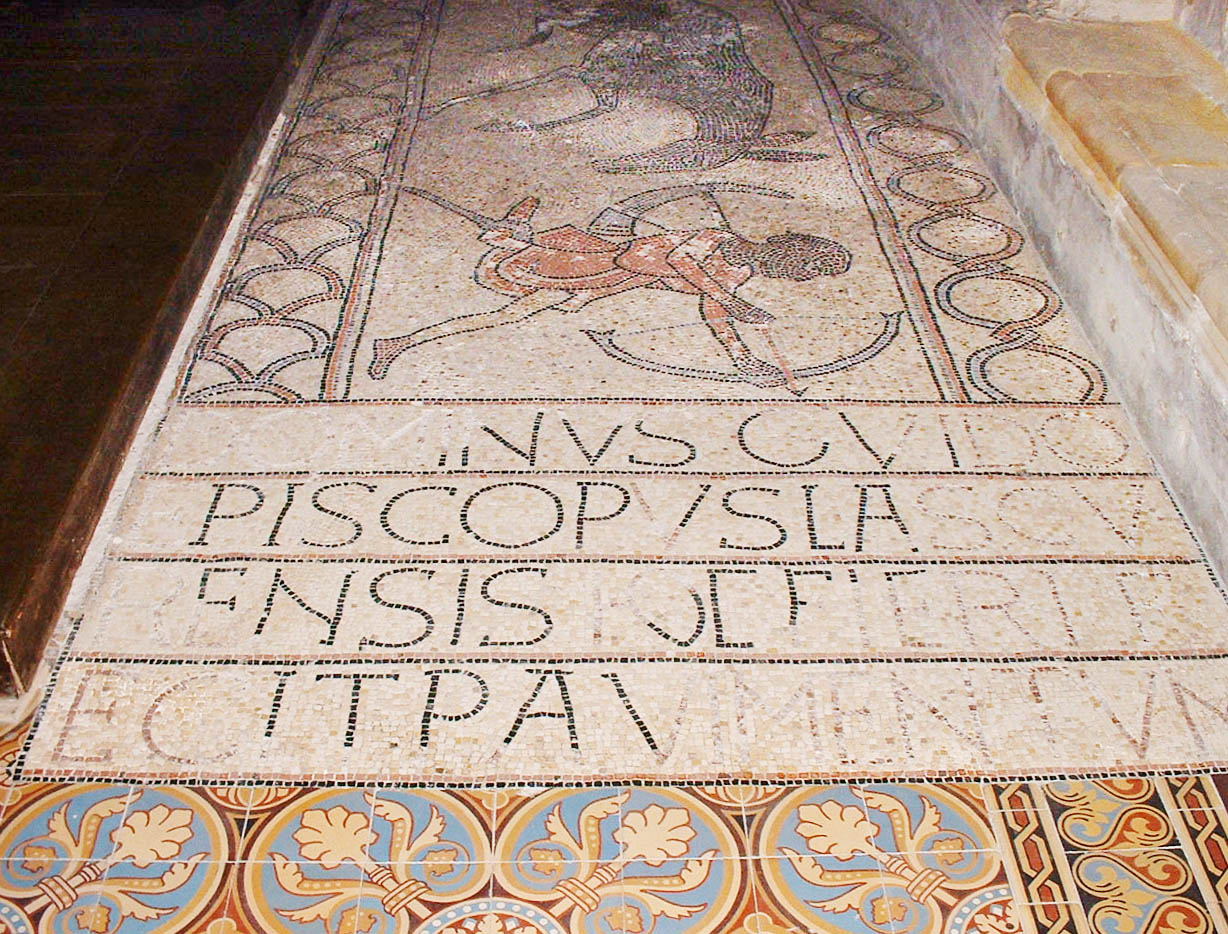
Vista parcial del mosaico de la catedral de Lescar, que menciona a Guido de Lons.

En 1120 inició las obras de una nueva catedral en Lescar, la mayor de toda la región, todavía en pie hoy día.
Se tienen noticias de Guido de nuevo en Aragón en 1122, cuando asiste a la fundación de la Hermandad de Belchite, cofradía militar precursora de las órdenes de monjes-soldados. Dos años más tarde vuelve a participar en hechos de armas, siguiendo a Gastón y Alfonso en su incursión sobre Peña Cadiella. No parece haber participado, sin embargo, en la gran expedición de Alfonso y Gastón contra Granada (1125-1126).
Fue nombrado preceptor del heredero de Gastón IV, Céntulo, nacido hacia 1128. Muerto Gastón en 1131 y siendo su heredero un niño pequeño, el mando de las tropas bearnesas recayó de hecho en el obispo Guido. Por ello participó en la enésima "cruzada" convocada por Alfonso I en 1134, esta vez contra la fortaleza de Fraga . Más aún, fue a él a quien el rey confió la dirección espiritual de la cruzada, a pesar de la presencia en la expedición de los obispos aragoneses de Roda, Huesca o Nájera. En consecuencia fue Guido el encargado de proteger la reliquia (un lignum crucis) traída por Alfonso para darle suerte en los combates.
El 17 de julio de 1134 un ejército almorávide atacó y derrotó completamente al ejército cruzado, pereciendo casi todos los caballeros cristianos. Guido defendió la reliquia pero al final fue hecho prisionero. Sus captores le arrancaron los ojos y lo liberaron sólo a cambio de un fuerte rescate.
Murió en mayo de 1141.